# گز پرشاخه
گز پرشاخه (نام علمی: Tamarix ramosissima) نام یک گونه از سرده گز است.